# Обално-Крашка

Карта Обално-Крашского региона

Обално-Крашка (словен. Obalno-kraška regija) — статистический регион на юго-западе Словении. Единственный регион страны, имеющий выход к морю. Граничит с Италией, Хорватией и словенскими регионами Горишка и Нотраньска-Крашка.

## География
Береговая линия Триестского залива Адриатического моря довольно изрезанная (включает Коперский и Пиранский заливы), благодаря чему небольшое по протяжённости словенское побережье (46,6 км) имеет удобные бухты для размещения сразу четырёх морских портов (Копер, Изола, Пиран, Порторож). Территорию региона затрагивают северные хребты Динарского нагорья — Чичария (г. Славник, 1028 м) и Времшчица (г. Времшчица, 1027 м). Плато Карст (словен. Kras, нем. Karst) — классический район распространения карста. В список Всемирного наследия входит система карстовых пещер Шкоцьянске-Яме, в которые уходит река Река, текущая до того по межгорной долине.
Благодаря приморскому положению, в регионе господствует Средиземноморский климат, поэтому Обално-Крашка — самый тёплый регион Словении с сухим жарким летом и тёплой дождливой зимой.

## История
При распаде Австро-Венгрии бо́льшая часть словенских земель вошла в состав Королевства сербов, хорватов и словенцев. Австрийское Приморье и западная часть Крайны, в которые входила территория современной Обално-Крашки, были присоединены к Италии. По Парижскому мирному договору 1947 г. Италия передала Югославии бо́льшую часть этих земель, вошедших в состав народных республик Хорватия и Словения. В составе последней оказались и нынешние общины Комен, Сежана, Дивача, Хрпелье-Козина и восток Копера. В 1954 г. В Лондоне был подписан договор, по которому Свободная территория Триест была поделена между Италией и Югославией (которая поделила свою часть между Хорватией и Словенией). Словения получила выход к морю.

## Административное деление
В состав региона входят 8 общин, из которых три располагаются в прибрежной части (Obalno), а пять — в карстской (Kraška):
| № | ISO 3166-2 code | Община (русск.)         | Община (словен.)        | Население, чел. (2010) | Площадь, км² |
| - | --------------- | ----------------------- | ----------------------- | ---------------------- | ------------ |
| 1 |                 | Municipality of Ankaran | Občina Ankaran          |                        |              |
| 2 | SI-019          | Дивача                  | Občina Divača           | 3900                   | 145          |
| 3 | SI-035          | Грпеле-Козина           | Občina Hrpelje - Kozina | 4187                   | 195          |
| 4 | SI-040          | Изола                   | Občina Izola            | 15 867                 | 29           |
| 5 | SI-049          | Комен                   | Občina Komen            | 3544                   | 103          |
| 6 | SI-050          | Копер                   | Mestna občina Koper     | 52 548                 | 311          |
| 7 | SI-090          | Пиран                   | Občina Piran            | 17 814                 | 45           |
| 8 | SI-111          | Сежана                  | Občina Sežana           | 12 883                 | 217          |
|   |                 | Всего                   |                         | 110 743                | 1044         |

## Хозяйство
Основой экономики региона является сфера услуг, в которой занято более 70 % экономически активного населения. По этому показателю регион занимает лидирующее положение в Словении. Бо́льшая часть населения занята в торговле, гостиничном бизнесе на побережье, образовании (университет области Приморска), региональных финансовых (Banka Koper) и страховых (Adriatic Slovenica) компаниях, инвестиционном холдинге «Istrabenz». В промышленности занята четвёртая часть населения. Действуют предприятия по производству двигателей и других комплектующих для легковых и грузовых автомобилей, тракторов, мотоциклов, предприятия пищевой промышленности (рыбной, консервной, винодельческой). В сельском хозяйстве занято 2,6 % населения. Выращивают субтропические культуры (маслины, цитрусовые), виноград, плодовые деревья. Развит туризм.

## Транспорт
Густая сеть автомобильных дорог связывает между собой населённые пункты Обално-Крашки с соседними регионами Словении, Италии и Хорватии. После присоединения страны к Евросоюзу строятся скоростные автострады. Железные дороги построены в австро-венгерский период для связи империи с крупнейшим портом Триест. В югославский период была проложена железнодорожная ветка до нового порта Копер, который стал единственным торговым портом республики. В Копере, а также в гаванях Изолы и Пирана базируются рыболовные суда. Причалы для яхт есть в Копере, Изоле и Луции. Воздушный транспорт обслуживают международный аэропорт Порторож и самый старый действующий аэропорт Словении Дивача.